# Књажевина Црна Гора
Књажевина Црна Гора је период у историји Црне Горе. Постојала је од 1852. до 1910. године. Пре ње Црна Гора била је насљедна епископија, а постојала је све док 1910. није проглашена за краљевину. Имала је два владара из династије Петровић Његош, књаза Данила и књаза Николу.
Од оснивања до Берлинског конгреса 1878. године пун назив је био Црна Гора и Брда.

## Историја

### Данило Петровић
Након смрти владике Петра II Петровића Његоша 1851, његово место је насљедио Данило I Петровић Његош. Данило се 1852. оженио и одбацио своју духовну титулу, с пристанком рускога цара Николе I, и преузео титулу књаза и претворио своју земљу у секуларну књажевину. То стварање свјетовне кнежевине од Црне Горе довело је до рата с Турцима 1852—1853, из кога је Црна Гора изишла без тежих посљедица, интервенцијом Аустрије и Русије.

#### Данилов законик
Године 1855, на иницијативу кнеза Данила донесен је Законик Данила I, господара Црне Горе и Брда касније познат као Данилов законик, којим је књаз наставио реформе у земљи. Најзначајније одредбе су оне које се односе на уставноправна питања — на положај човјека и грађанина, на положај књаза као врховног господара, на права и положај судова, обавезе грађана у одбрани отаџбине... Овај законик је имао 95 чланова.

#### Битка на Граховцу
Кад је Турска, на Париском конгресу, дала изјаву, да Црну Гору сматра за саставни дио свога подручја, довело је то до нових сукоба. Кнез Данило предузео је дипломатску акцију, да изради признање црногорске независности, а кад то није донијело жељеног резултата, он је кренуо и устаничку акцију по сусједним областима. Године 1857. избио је устанак Луке Вукаловића. Да пресијече опасне нити и посједне Грахово као легло одметника и спорно мјесто, кренула је турска војска, крајем априла 1858, на границу. Дошло је до велике борбе на Граховцу 1. маја 1858, у којој су Турци страховито поражени. Иза тога дошло је одмах посредовање Француске и других великих сила, које су извеле разграничење Црне Горе и тим признале њену државну егзистенцију.
У Котору је 1. августа 1860. кнез Данило убијен.

### Никола Петровић
- 1874. поштанска марка Црне Горе.
- Црногорски крсташ-барјак из битке на Вучијем Долу

Након убиства књаза Данила 1860, на престо је дошао његов братић, син војводе Мирка, Никола Петровић 14. августа 1860. Везе његовог стрица с херцеговачким устаницима биле су настављене и развијане још више помоћу италијанских и мађарских револуционара. Током 1861. и 1862, Никола је водио неуспешан рат против Турске, а Црна Гора је уз велике муке сачувала своју независност.
Књаз Никола је водио много успешнији рат од 1875. за вријеме новог великог херцеговачког устанка, делимично покренутог уз његову помоћ, и рата, који је Црна Гора повела против Турске, у савезу са Србијом. 1876—1878. (Вучији До, Фундина). Код ликвидације тог рата, Берлинским Конгресом, Црна Гора је добила признање потпуне независности, проширење својих граница на истоку (читав подгорички крај), на сјеверу (цијелу никшићку област) и домало излазак на море (Бар и Улцињ). Тај успјех дигао је углед Црне Горе. Односи између Србије и Црне Горе нису били добри због супарништва њихових династија. Савез између кнежевине Црне Горе и Србије је био склопљен 1866. и кнез Никола је био спреман да се одрекне пријестоља у корист кнеза Михаила, свога кума. Послије тога везе хладе.

#### Руско-јапански рат
Црна Гора је као руски савезник објавила рат Јапану. Међутим услед велике географске удаљености, учешће Црне Горе је било само симболично, јер је тиме исказивала своју захвалност Русији због помоћи у рату против Турске. Црногорски војници су се налазили у незнатном броју у војним јединицама руске војске.

#### Уставни период
У унутрашњој политици кнез Никола је био превише својевољан и нетрпељив и отуђио је од себе велики дио својих сарадника и готово сву народну интелигенцију. Давање Устава 1905. није много поправило узајамно неповјерење.
У драстичним обрачунима политичких противника режим најчешће није бирао средства, али ни опозиција. Кулминацију таквог стања представљају Бомбашка и Васојевићка афера, чије ће се посљедице у политичком животу Црне Горе осјећати и касније. Бомбашка афера 1907. и Васојевићка афера 1909. свој епилог су добиле на судским процесима у Цетињу и Колашину, на којима су противници режима осуђени на дугогодишње затворске казне. На судском процесу у Колашину осуђени на смрт који су били у рукама власти су и стријељани. Иако постоје поједине узрочно-посљедичне везе између Бомбашке и Васојевићке афере, то су два одвојена историјска догађаја који немају подударности, осим општег политичког контекста.
У спољној политици се десила Анексиона криза (1908—1909).
Краљевина Црна Гора у новом веку проглашена је 1910. године, на педесетогодишњицу владавине књаза Николе.

### Заставе
За време књажевине, Црна Гора је употребљавала више различитих застава.

#### Народне заставе
- 1881—1916.
- 1881—1916.

#### Државне заставе
- 1852—1860.
- 1860—1905.
- 1905—1910.

#### Војне заставе
- 1852—1860.
- 1876—1878.

## Административна подјела
Све се нахије деле на племена осим Љешанске нахије која се дели на горњу и доњу нахију, Катунска нахија се дели на 12 племена, Ријечка на 4, Црмничка на 7 а сваколика Брда на 19. Племена у Катунској нахији: Његуши, Цетиње, Ћеклиће, Бјелице, Озринићи, Цуце, Грахово, Рудине, Загарач, Пјешивци, Жупа, и Луково. Племена у Ријечкој нахији: Цеклин, Љуботин, Грађани, и Добрљани. Племена у Црнмничкој нахији: Бољевићи, Глухи-до, Сотонићи, Брчеле, Подгор, Сеоца, и Дупиљани. У Љешкој нахији: горња нахија и доња нахија. Племена у Брдској нахији: Петрушиновићи, Павковићи, Вражегрмци, Мартинићи, Завала, Стијена, и Црнци. Племена у Морачкој нахији: Ровца, Морача, Ускоци, и Дробњаци. Племена у Васојевићкој нахији: Братоножићи, Брскућани, Лијева-ријека, Коњухи, Краљани, Трепча, Забрђе, и Бучи. Већ 1866 у Васојевићкој нахији нису више племена Трепча и Бучи.
Године 1866, подељена ранија Брдска нахија, њена територија у нахијама Бијелопавлићка и Пиперска. Племена у Бјелопавлићкој нахији: Петрушиновићи, Павковићи, Вражегрмци, и Мартинићи. Племена у Пиперској нахији: Завала, Стијена, и Црнци.
15 нахија:
| - Нахија Пивска - Нахија Дробњачка - Нахија Морачка - Нахија Пиперска - Нахија Белопавлићска | - Нахија Катунска - Нахија Лешанска - Нахија Речка - Нахија Црмничка - Нахија Бар и Улцињ | - Нахија Васојевићска - Нахија Колашинска - Нахија Кучи - Нахија Плевињска - Нахија Скадар. блато |

10 нахија:
| - Катунска нахија - Ријечка нахија - Црмничка нахија - Приморска нахија - Љешанска нахија | - Зетска нахија - Брдска нахија - Васојевићка нахија - Морачка нахија - Никшићка нахија |

Законом из 1903. извршена је нова административна подјела на пет области: катунско-ријечку, приморско-црмничку, зетско-брдску, никшићку, морачко-васојевићку.

## Галерија
- Црна Гора 1877. године
- Црна Гора 1878. године
- Књаз Данило Петровић
- Орден књаза Данила I
- Орден Светог Петра Цетињског
- Књаз Никола 1909.
- Проглашење Краљевине